# Briegleb BG-6
El Briegleb BG-6 fue un planeador monoplaza de los años 30 del siglo XX, diseñado por William G. Briegleb, de construcción en fábrica y de construcción amateur.

## Desarrollo
El BG-6 era un planeador monoplaza de ala alta con fuselaje de tubo de acero y tela, alas de madera recubiertas de tela y cola metálica y de tela. El certificado de tipo fue aprobado el 14 de septiembre de 1940.
Nueve planeadores fueron construidos por la compañía de Briegleb, la Sailplane Corporation of America, y se vendieron 67 kits de montaje amateur. Tres planeadores construidos en fábrica fueron requisados y puestos en servicio por las Fuerzas Aéreas del Ejército de los Estados Unidos en 1942, que los designó como XTG-9.

## Variantes
BG-6
Designación de compañía tanto para los aviones construidos en fábrica, como los de construcción amateur.
XTG-9
Designación de las Fuerzas Aéreas del Ejército de los Estados Unidos dada a tres BG-6 construidos en fábrica que fueron requisados como planeadores de entrenamiento en 1942.

## Operadores
Estados Unidos
- Fuerzas Aéreas del Ejército de los Estados Unidos

## Supervivientes
- Museo Nacional del Vuelo sin Motor: en almacenamiento.[3]

## Especificaciones (BG-6)

### Características generales
- Tripulación: Uno (piloto)
- Longitud: 4,9 m (16 ft)
- Envergadura: 9,9 m (32,3 ft)
- Superficie alar: 10,9 m² (117,4 ft²)
- Peso cargado: 193 kg (425,4 lb)
- Régimen de descenso:  0,91 m/s (179 pies/min)
- Alargamiento: 8:9

### Rendimiento
- Velocidad máxima operativa (Vno): 103 km/h (64 MPH; 56 kt)

## Aeronaves relacionadas

### Secuencias de designación
- Secuencia BG-_ (interna de Briegleb): BG-01 - BG-02 - BG-6 - BG-7 - BG-8 - BG-12 →
- Secuencia TG-_ (Planeadores de Entrenamiento del USAAC/USAAF, 1941-1948): ← TG-6 - TG-7 - TG-8 - TG-9 - TG-10 - TG-11 - TG-12 →